# Strumycznikowate
Strumycznikowate, strumyczniki (Osmylidae) – rodzina owadów z rzędu sieciarek (Neuroptera) charakteryzująca się obecnością przyoczek. Obejmuje około 160 współcześnie żyjących gatunków rozprzestrzenionych po całym świecie, z wyjątkiem środkowej i północnej części Ameryki Północnej. Część z nich zasiedla środowiska bezpośrednio sąsiadujące ze strumieniami, stąd zwyczajowa nazwa rodziny.
Typem nomenklatorycznym rodziny jest rodzaj Osmylus. W Europie, występuje tylko jeden gatunek. Jest nim strumycznik zwyczajny (Osmylus fulvicephalus).